# سي جيرسون
سي جيرسون هو صحفي وسياسي أمريكي، ولد في 23 يناير 1909، وتوفي في 26 ديسمبر 2004.